# مارثا وينتورث (ممثلة)
مارثا وينتورث (بالإنجليزية: Martha Wentworth)‏ هي ممثلة أمريكية، ولدت في 2 يونيو 1889 في نيويورك في الولايات المتحدة، وتوفيت في 8 مارس 1974 في شيرمان أوكس في الولايات المتحدة بسبب مرض.

## أعمال

### أفلام
- السيف العجيب[6][7][8]
- دكتور جيكل ومستر هايد
- شجرة تنمو في بروكلين
- مئة مرقش ومرقش[9][10][11]
- مغامرة

## وصلات خارجية
- مارثا وينتورث (ممثلة) على موقع IMDb (الإنجليزية)
- مارثا وينتورث (ممثلة) على موقع ميوزك برينز (الإنجليزية)
- مارثا وينتورث (ممثلة) على موقع ديسكوغز (الإنجليزية)
- مارثا وينتورث (ممثلة) على موقع قاعدة بيانات الفيلم (الإنجليزية)